# Craven Arms
Craven Arms ist eine Minderstadt und ein Civil Parish in Shropshire, England. Es liegt an der Straße A49 und der Eisenbahnlinie Welsh Marches, die es im Norden und Süden mit den größeren Städten Shrewsbury bzw. Ludlow verbinden. Die Stadt wird im Norden von der Shropshire Hills Area of Outstanding Natural Beauty umschlossen, und im Süden befindet sich das befestigte Herrenhaus Stokesay Castle.
Craven Arms ist eine Minderstadt für das umliegende ländliche Gebiet mit einer Reihe von Geschäften, Immobilienmaklern, einem Supermarkt, einem Schlachthof und vielen Gewerbe- und Leichtindustrieunternehmen. Craven Arms ist auch ein Reiseziel für Besucher, da sich hier eine Reihe von Attraktionen befinden oder in der Nähe liegen, und es ist ein Zentrum für Besucher der Area of Outstanding Natural Beauty. Die Stadt bezeichnet sich selbst als das Tor zu den Marches.

## Geschichte
Craven Arms ist eine relativ neue Stadt (für Shropshire), die auf einer Karte von 1695 nur ein kleines Dorf namens Newton war. Die Siedlung wuchs, als Mitte bis Ende des 19. Jahrhunderts der Bahnhof gebaut wurde, wodurch sie zu einer Eisenbahnerstadt wurde. Newton oder Newtown ist immer noch der Name für den südöstlichen Teil der heutigen Stadt, während der nördliche Teil Newington oder New Inn genannt wird (ein weiteres kleines Dorf, das vor der Gründung der Stadt existierte). Die Stadt verdankt ihren Namen dem Craven Arms Hotel, das an der Kreuzung der Straßen A49 und B4368 lag und seinerseits nach den Earls of Craven, den Besitzern des nahe gelegenen Stokesay Castle, benannt ist.
Das Civil Parish Craven Arms wurde 1987 durch den Zusammenschluss zweier älterer Gemeinden gebildet: Stokesay und Halford. Diese beiden älteren Einheiten blieben als Pfarrbezirke bestehen; eine Überprüfung der Verwaltung der Gemeinde im Jahr 2012 ergab jedoch, dass diese beiden Bezirke ab Mai 2013 abgeschafft werden sollten. Kleine Teile der Siedlung überschneiden sich mit den Nachbargemeinden Wistanstow und Sibdon Carwood.

## Geographie
In der Nähe liegen die Städte Bishop's Castle, Clun, Church Stretton und Ludlow, von denen letztere mit 10.000 Einwohnern die größte ist.
Der Fluss Onny fließt zum Osten der Stadt, und gleich auf der anderen Seite des Flusses liegt das kleine Dorf Halford. Im Süden liegt das kleine Dorf Stokesay, während im Norden das Dorf Wistanstow liegt.
Wenlock Edge befindet sich nordöstlich der Stadt und verläuft in nordöstlicher Richtung nach Much Wenlock.

## Verkehrsmittel

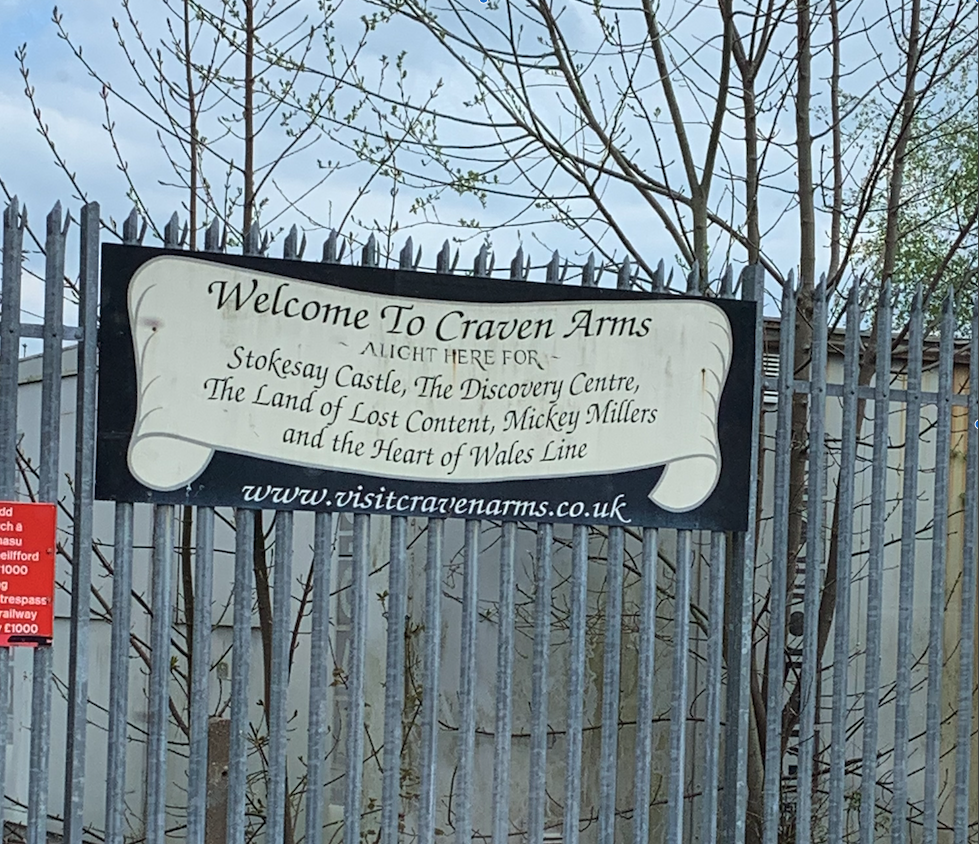
Das Willkommensschild am Bahnhof von Craven Arms

Der Bahnhof Craven Arms liegt an der Kreuzung der Welsh Marches Line und der Heart of Wales Line, 32 Kilometer südlich vom Bahnhof Shrewsbury. Alle Personenzüge, die den Bahnhof anfahren, werden von Transport for Wales betrieben, die den Bahnhof auch verwalten. Die meisten Züge verkehren auf einer Strecke zwischen Carmarthen, Cardiff Central, Hereford, Shrewsbury, Crewe und Manchester Piccadilly; außerdem gibt es unregelmäßig verkehrende Züge nach Norden bis Holyhead und nach Südwesten bis Llandrindod.
Minsterley Motors betreibt zwei Buslinien, die Craven Arms mit Ludlow, Church Stretton, Shrewsbury und Pontesbury verbinden.

## Sehenswürdigkeiten

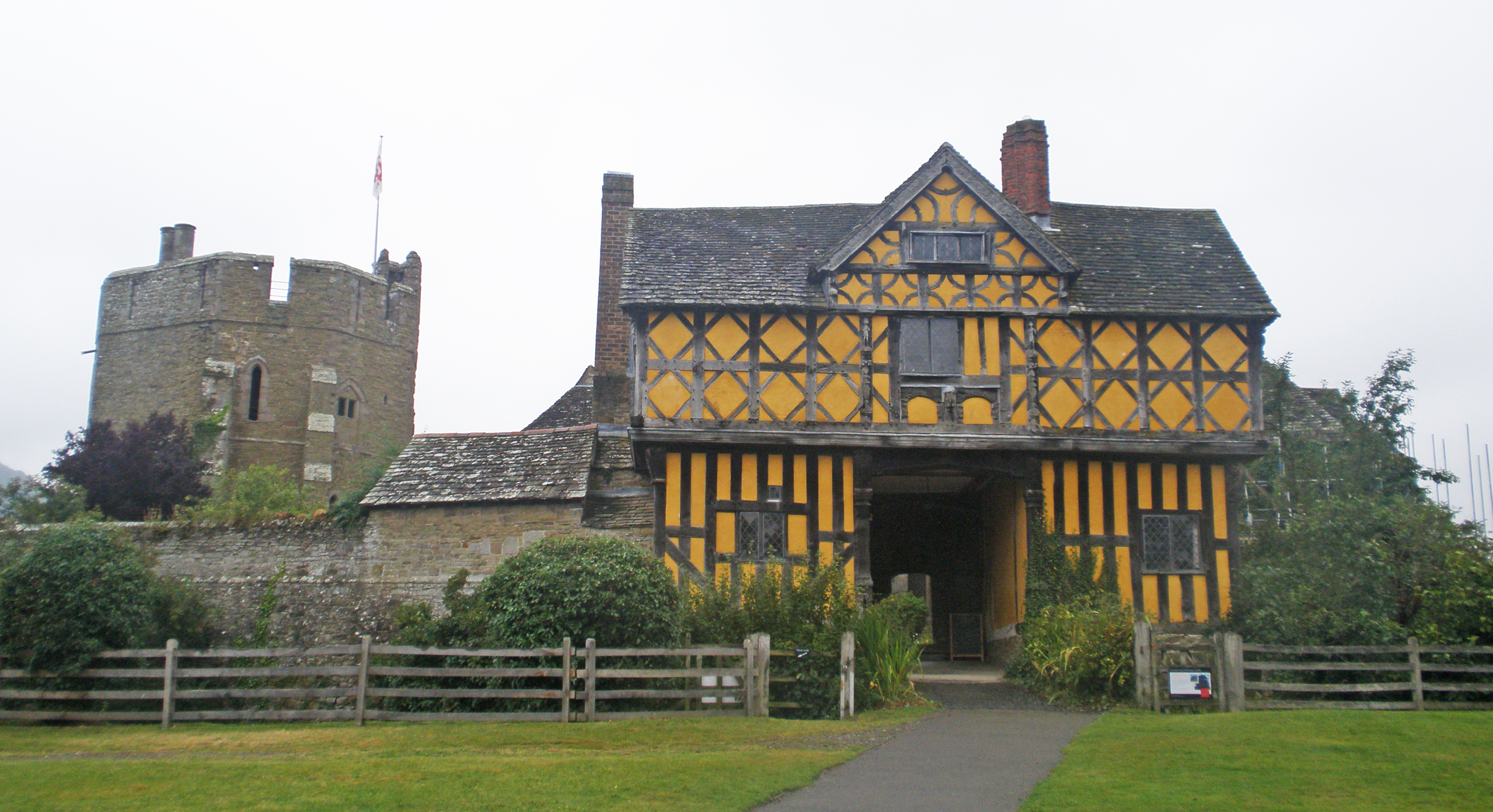
Stokesay Castle

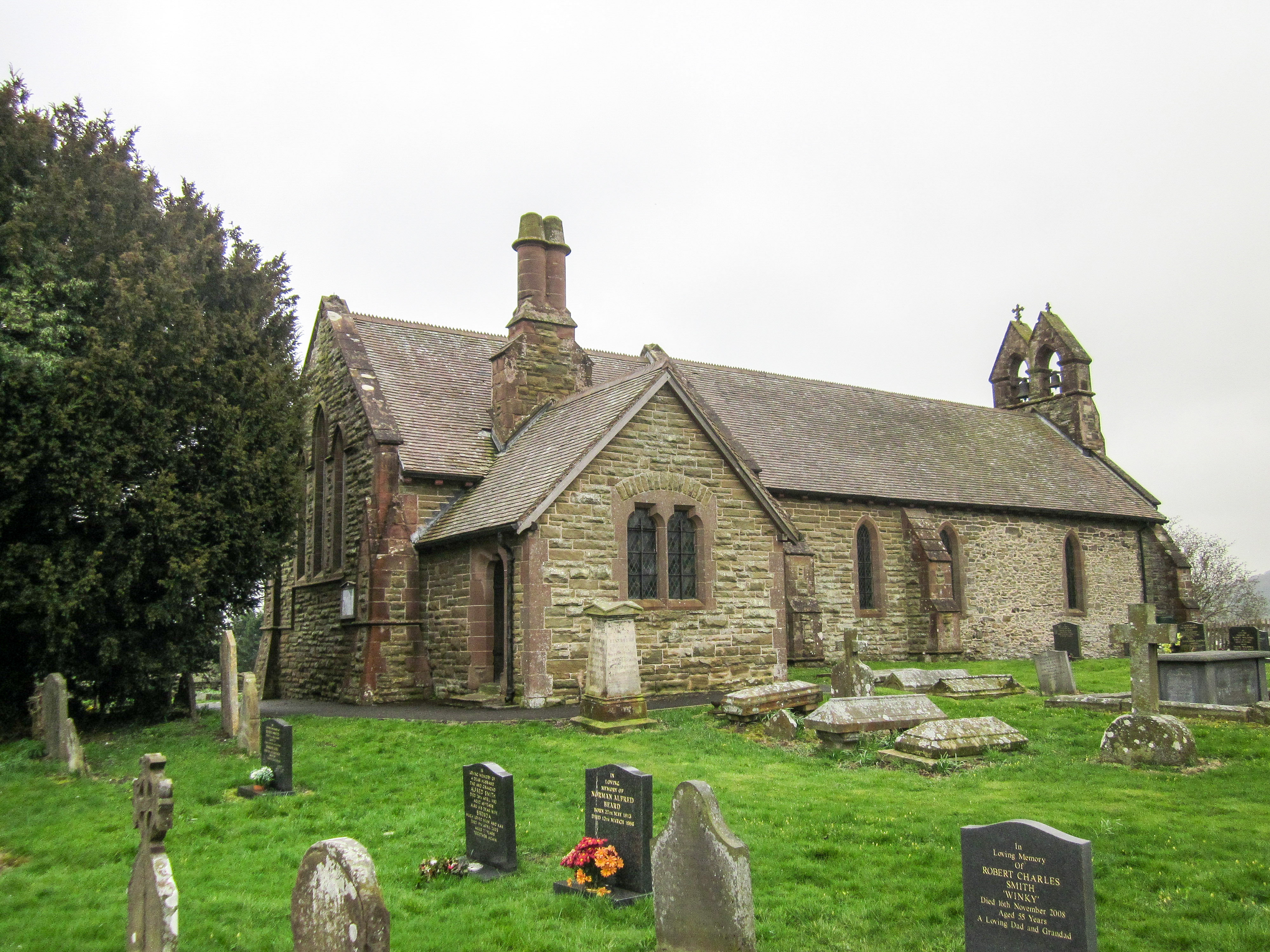
St Thomas' Church, Halford, Craven Arms

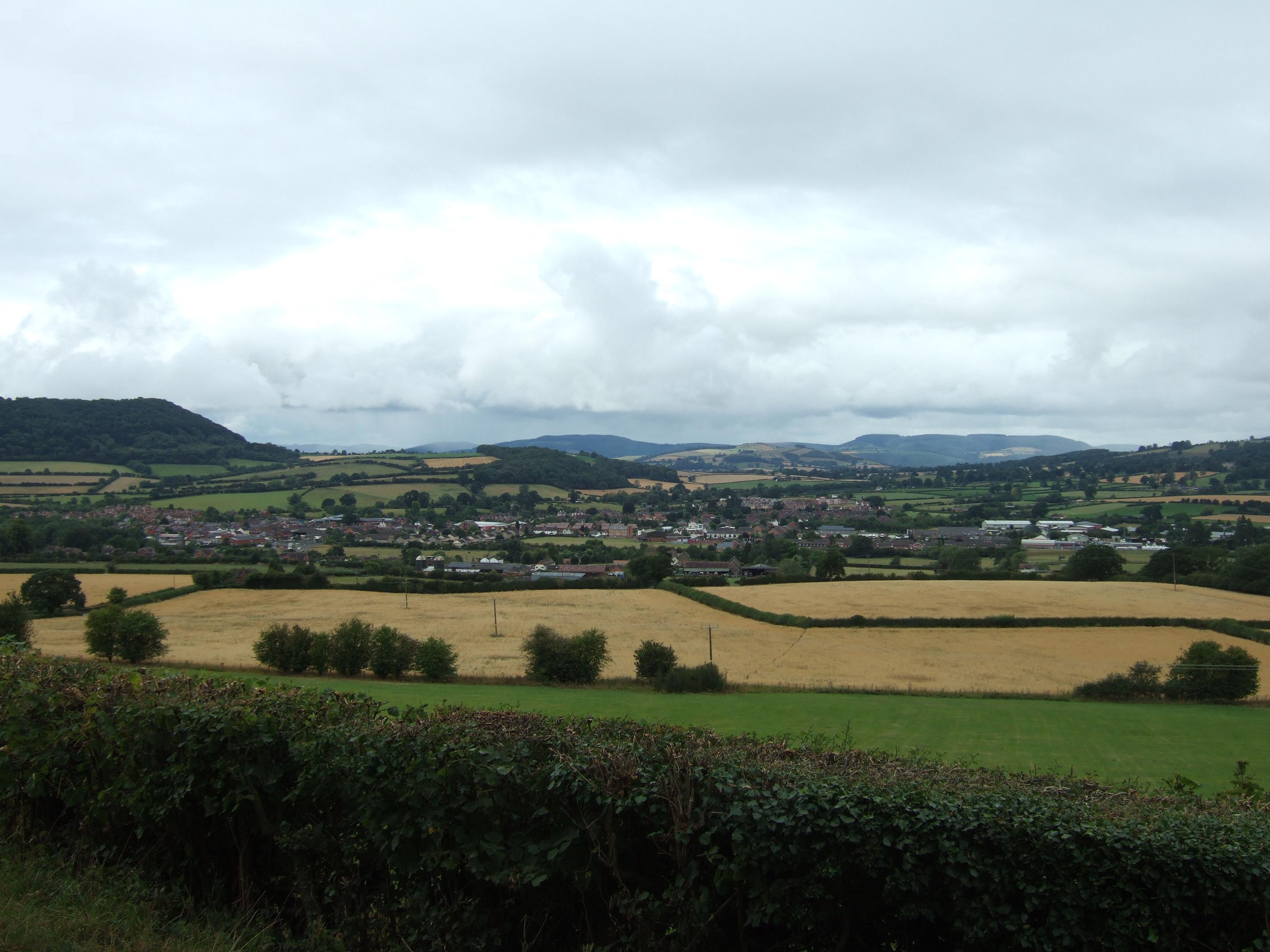
Die ganze Stadt von Osten aus gesehen

Im Civil Parish Craven Arms gibt es zwei wichtige Besucherattraktionen. In der Stadt befindet sich das Shropshire Hills Discovery Centre, ein Zentrum mit Ausstellungen über die Geografie der Grafschaft; und Stokesay Castle, ein befestigtes Herrenhaus in der Gemeinde, südlich der Stadt. Stella Mitchells Land of Lost Content Museum, eine Sammlung von Erinnerungsstücken aus dem 20. Jahrhundert, befand sich ebenfalls in der Stadt, bis es 2023 geschlossen wurde.

## Religiöse Einrichtungen

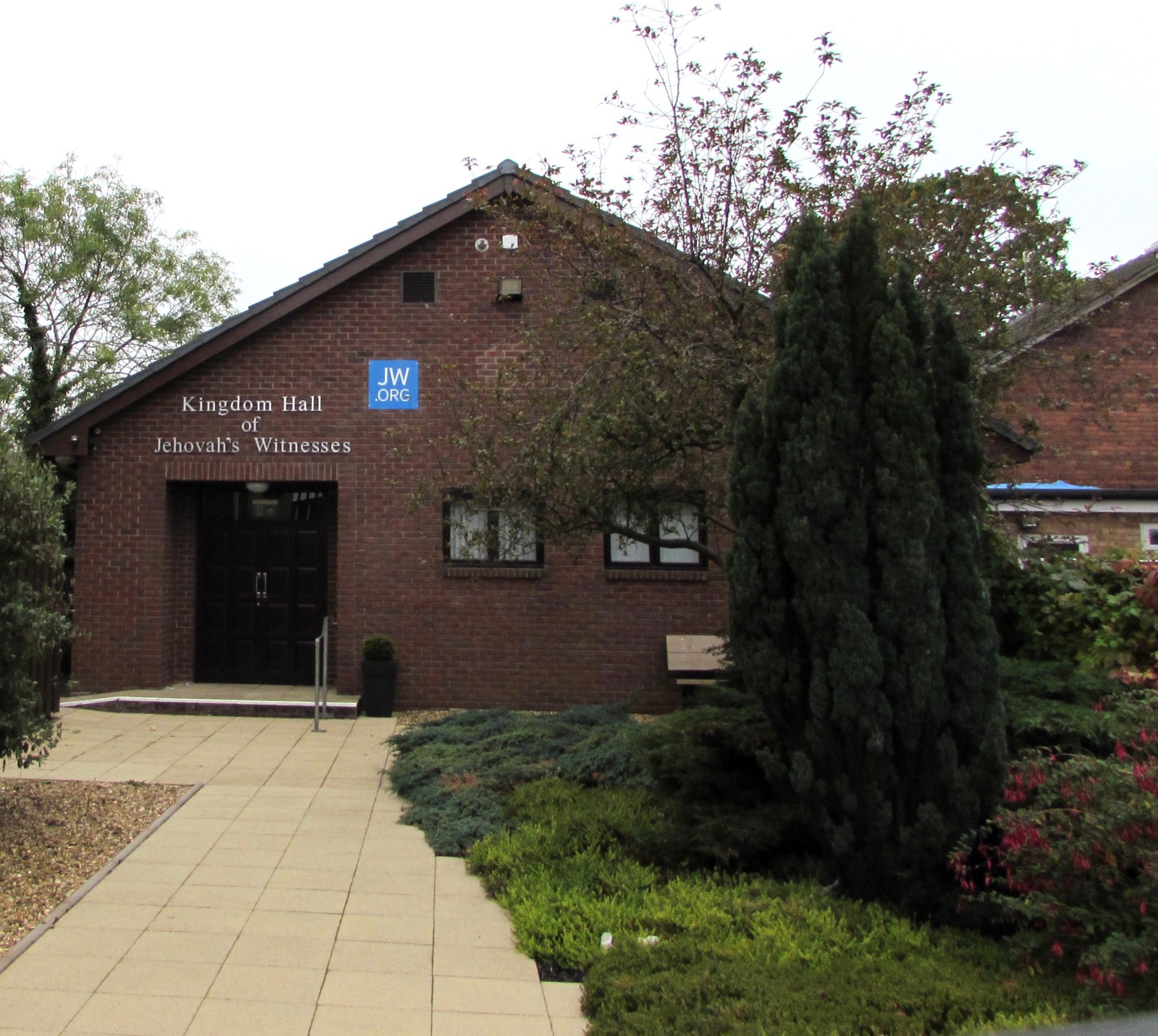
Kingdom Hall von Jehovahs Zeugen

In Craven Arms gibt es mehrere Kirchen. Die anglikanische Pfarrkirche ist die unter Denkmalschutz stehende St.-Thomas-Kirche, die sich außerhalb der Stadt im Dorf Halford befindet. Die unter Denkmalschutz stehende St.-Johannes-der-Täufer-Kirche in Stokesay liegt südlich der Stadt in der Nähe von Stokesay Castle. Die St.-Andrews-Gemeinschaftskirche im Stadtzentrum ist „konfessionslos, evangelikal und charismatisch“, und es gibt eine Methodistenkirche und einen Königreichssaal der Zeugen Jehovas. Ein kleines islamisches Zentrum befindet sich in der Newton Street, es ist die einzige Moschee für die umliegenden Shropshire Hills. Die anderen nächstgelegenen Moscheen befinden sich in Shrewsbury und Telford.

## Neuere Entwicklung
Die Stadt hat in letzter Zeit eine Expansionsphase durchlaufen, die sich fortsetzen dürfte, da der (2009 abgeschaffte) Bezirksrat von South Shropshire erklärte, er wolle die Stadt bis 2026 zur zweitgrößten Minderstadt des Bezirks (nach Ludlow) machen. Ein Großteil der jüngsten Wohnbebauung befindet sich im Westen der Stadt, während die gewerbliche Entwicklung eher am nördlichen Ende stattfindet. Das Entwicklungspotenzial im Osten wird durch das Überschwemmungsgebiet des Flusses Onny eingeschränkt, während im Süden das historisch bedeutende Stokesay Castle liegt.
Im Stadtzentrum selbst sind in den letzten Jahren einige bemerkenswerte Entwicklungen zu verzeichnen. So wurden in der Dale Street an der A49 neue Geschäftsgebäude errichtet. Außerdem befinden sich unmittelbar südlich des Stadtzentrums das 2001 eröffnete Shropshire Hills Discovery Centre und einige neue Wohnhäuser.

## Persönlichkeiten
- Brian Farley (1927 in Craven Arms – 1962), englischer Fußballspieler, der für Chelmsford City end Tottenham Hotspur spielte

## Kultur
- Bruce Chatwin schrieb On the Black Hill als er Zeit in Cwm Hall in der Nähe der Stadt verbrachte.[12]
- Der Film Abbitte wurde teilweise auf Stokesay Court, drei Meilen südlich von Craven Arms gedreht.[13]